# Campo Seco
Campo Seco är en ort i Mexiko.   Den ligger i kommunen El Fuerte och delstaten Sinaloa, i den västra delen av landet, 1 200 km nordväst om huvudstaden Mexico City. Campo Seco ligger 30 meter över havet och antalet invånare är 544.
Terrängen runt Campo Seco är platt. Runt Campo Seco är det ganska glesbefolkat, med 29 invånare per kvadratkilometer. Närmaste större samhälle är San Blas, 10,1 km nordost om Campo Seco. Trakten runt Campo Seco består till största delen av jordbruksmark.